# والیبال قهرمانی نورسکا
والیبال قهرمانی نورسکا (به انگلیسی: NORCECA Volleyball Championship) بالاترین سطح رقابت ملی والیبال بین تیم‌های منطقه شمال آمریکا، آمریکا مرکزی و کارائیب است که توسط کنفدراسیون والیبال نورسکا در هر دو سال برگزار می‌شود.
تیم ملی والیبال کوبا پرافتخارترین تیم این رقابت‌ها است.